# Strupice (województwo dolnośląskie)
Strupice (niem. Straupitz) – wieś w Polsce położona w województwie dolnośląskim, w powiecie legnickim, w gminie Chojnów.

## Historia
Założona w średniowieczu. Relikty osadnictwa sięgają epoki neolitu. Zostało tu odkryte cmentarzysko ciałopalne kultury łużyckiej.

## Podział administracyjny
W latach 1945–1954 siedziba gminy Strupice. W latach 1975–1998 miejscowość położona była w województwie legnickim.

## Zabytki
Do wojewódzkiego rejestru zabytków wpisane są:
- kościół ewangelicki, obecnie rzymskokatolicki filialny pw. Narodzenia Najświętszej Marii Panny, z 1805 roku, z barokowymi i rokokowymi płytami nagrobnymi.
- mauzoleum rodziny von Müller, obecnie kaplica cmentarna, z początku XIX w.
- park pałacowy, z połowy XIX w.

inne zabytki przyrody:
- pomnikowy dąb, rosnący w pobliżu kościoła.